# Instytut Techniczny w Blekinge
Instytut Techniczny w Blekinge, BTH (szw. Blekinge Tekniska Högskola) – szwedzka politechnika w okręgu Blekinge län (południowa Szwecja) z kampusem w Karlskronie i Karlshamn, powstała w 1989 roku. W 2009 roku liczyła w ok. 3819 studentów stacjonarnych. Uczelnia ma prawa uniwersyteckie do prowadzenia wydziałów technicznych.
BTH jest członkiem Europejskiego Stowarzyszenia Uniwersytetów, Europejskiego Stowarzyszenia Edukacji Inżynierskiej oraz Stowarzyszenia Uniwersytetów Technicznych w Skandynawii. Uniwersytet jest neutralny pod względem emisji dwutlenku węgla od 1 września 2008 roku.

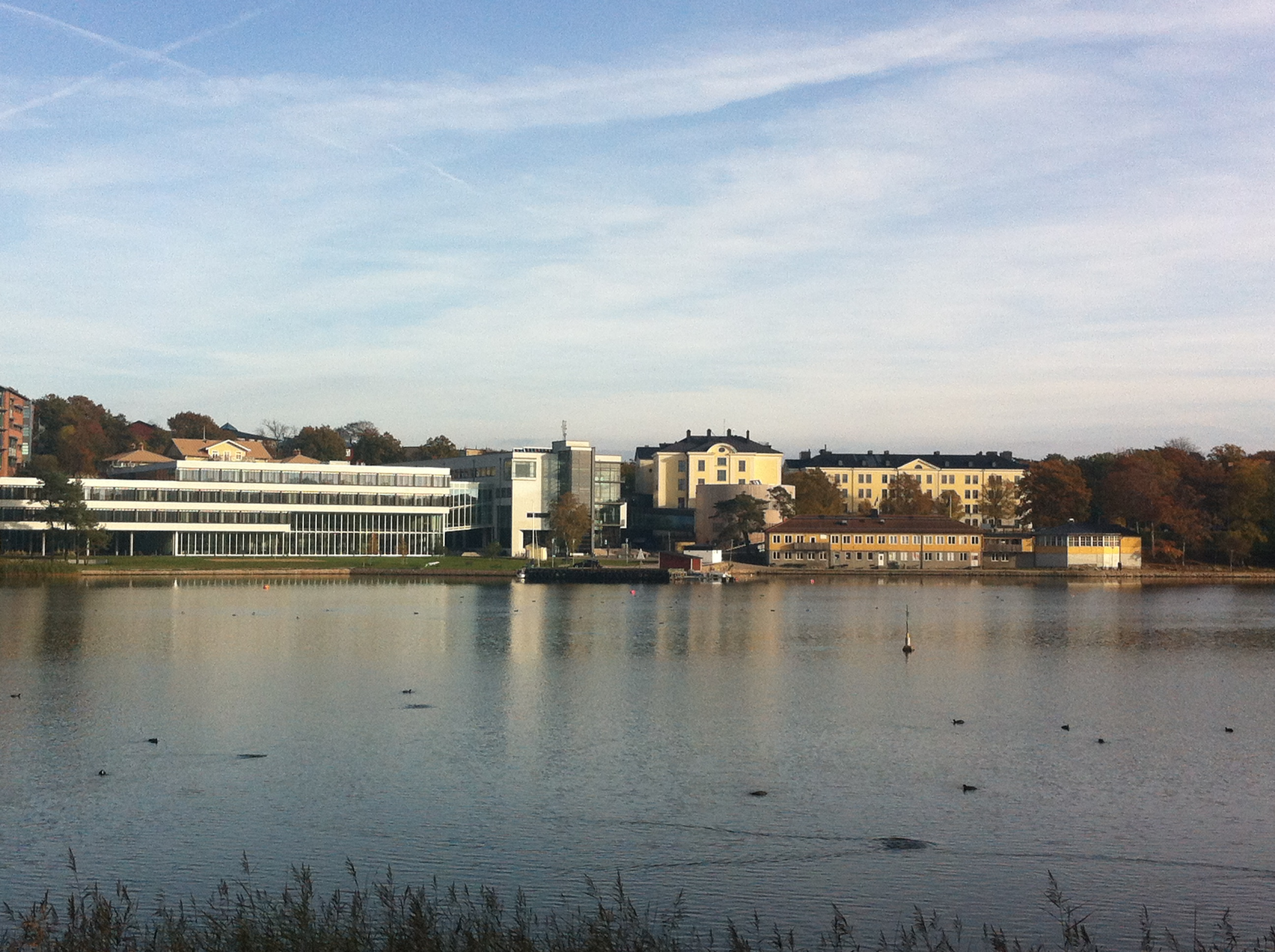
Kampus Gräsvik widziane z Långö

## Kampus
Uniwersytet ma dwa (dawniej trzy) kampusy:
- Kampus Gräsvik w Karlskronie, od 1989
- Kampus Karlshamn, od jesieni 2000
- Kampus Soft Center w Ronneby został otwarty w 1989 roku i został zintegrowany z kampusem Gräsvik Karlskrona w 2010 roku

BTH wraz z Uniwersytetem w Växjö i Uniwersytetem Kalmar był zaangażowany w strategiczny projekt utworzenia Akademii Południowo-Wschodniej w latach 2006–2008. 15 lutego 2008 roku zarząd uniwersytetu postanowił nie łączyć się z pozostałymi dwoma uniwersytetami, co doprowadziło do założenia Uniwersytetu w Linné.

## Fakultety
BTH jest podzielony na następujące fakultety:
- Informatyka
- Elektrotechnika
- Nauki o zdrowiu
- Zarządzanie i ekonomika przedsiębiorstwa
- Budowa maszyn
- Planowanie przestrzenne